# Ordre du Mono
L'Ordre du Mono est ordre honorifique togolais, établi le 2 septembre 1961 par le Président Sylvanus Olympio. Il porte le nom du principal fleuve traversant le pays : le fleuve Mono. La décoration de l'ordre du Mono est la plus haute distinction togolaise, pouvant être décernés à la fois aux civils togolais et aux militaires, ainsi qu'aux ressortissants étrangers. 

## Historique

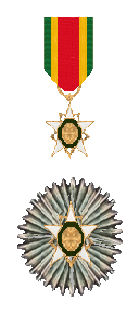
Ordre du Mono, Croix et étoile de chevalier

L'ordre du Mono est créé le 2 septembre 1961 par la loi n° 61-35.

## Composition
L'ordre comporte 3 grades et 2 dignités :

### Grades
- Chevalier
- Officier
- Commandeur

### Dignités
- Grand officier
- Grand-croix

| Rubans de l'Ordre du Mono | Rubans de l'Ordre du Mono | Rubans de l'Ordre du Mono | Rubans de l'Ordre du Mono | Rubans de l'Ordre du Mono |
| ------------------------- | ------------------------- | ------------------------- | ------------------------- | ------------------------- |
| Grand-croix               | Grand officier            | Commandeur                | Officier                  | Chevalier                 |

## Récipiendaires
- Clarisse Agbegnenou, officier, judokate française.
- Arthème Ahoomey-Zunu, commandeur, Premier ministre togolais.
- Kofi Annan, grand officier, secrétaire général des Nations unies.
- Georges Chauvet, étranger officier, conseiller administratif à la présidence de la République, le 29 juillet 1967.
- Patricia Hawkins, officier, ambassadrice des États-Unis d'Amérique.
- Adamou Kampatib Kankpe-Kombath, officier, ex député Togolais, secrétaire permanent du CREAA (UNESCO)
- Paul Kaya, commandeur, ministre du Congo, fonctionnaire international
- Charles Pasqua, grand officier, ministre français.
- Michel Raingeard, commandeur, député français.
- Lucien Riou, étranger officier, conseiller juridique à la présidence de la République, magistrat français le 29 juillet 1967.
- Michel Roussin, français grand officier de l'ordre du Mono, 199413